# 格雷姆·巴拉德
格雷姆·巴拉德（英語：Graeme Ballard，1979年6月16日—），英国男子田径运动员。他曾代表英国参加2004年、2008年和2012年夏季残疾人奥林匹克运动会田径比赛，获得一枚银牌和一枚铜牌。